# Petits romantiques

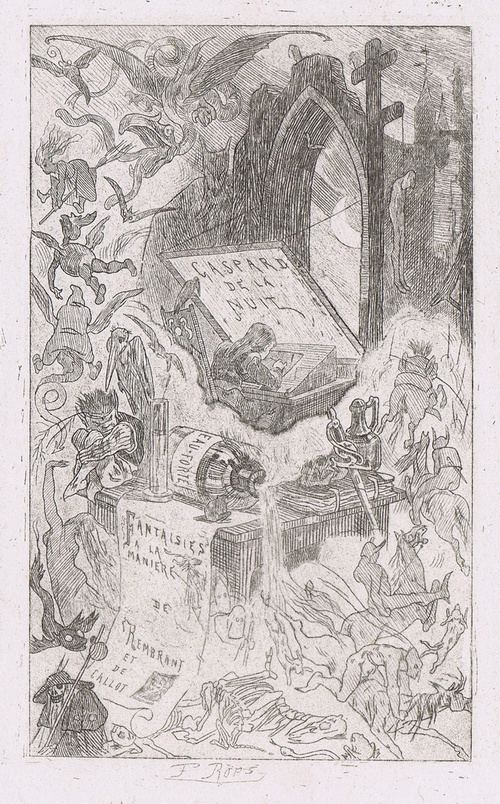
Gravure de Félicien Rops pour Gaspard de la nuit d'Aloysius Bertrand (1868)

L'histoire et la critique littéraires désignent depuis la fin du XIXe siècle comme petits romantiques certains représentants du mouvement romantique français, allemands et anglais du XIXe siècle. Cette appellation est, depuis les années 2000, grandement remise en question.
Ces auteurs « sont réunis », selon Gaëtan Picon, « non seulement par l'obscurité où les noms glorieux les relèguent, mais aussi par des traits plus fondamentaux : éloignement du lyrisme élégiaque, esprit de révolte sociale et métaphysique, outrance, complaisance dans le macabre, frénésie ».

## Définition
L'expression « petits romantiques » apparaît en 1896 sous la plume d'Eugène Asse, lors de la parution d'un ouvrage intitulé ainsi, où cet essayiste considère que « l'on connaîtrait mal le mouvement littéraire qui, sous le nom de romantisme, a jeté un si vif éclat sur le second tiers de notre siècle, si l'on s'arrêtait seulement aux grands écrivains qui s'en détachent et dont la gloire est maintenant consacrée ».
Selon Max Milner, cette « appellation générique » reflétait, « dans ce qu'elle avait de condescendant, sinon de péjoratif, l'esprit dans lequel les écrivains en question avaient été étudiés jusque-là, et le seraient encore durant quelques années ». Willy-Paul Romain confirme qu'« il y a deux romantismes […] : d'un côté, il y a des œuvres connues mais qui ne passionnent plus beaucoup, et de l'autre, des textes dont la richesse est encore sous-estimée — il reste peu de choses peu de choses à dire de Vigny ou du Sainte-Beuve de la bonne époque, alors que l'on commence à peine à connaître Nerval, et qu'à peu près tout est à découvrir chez Nodier, etc. » au début des années 1950.

### Histoire
Au XIXe siècle, les dits « petits romantiques » n'ont fait l'objet d'articles et d'études que par « des amateurs de curiosités littéraires, bibliophiles ou bibliographes, comme Paul Lacroix, Champfleury, Monselet, Asselineau, Claretie ». Max Milner leur témoigne « beaucoup de reconnaissance pour avoir sauvé de l'oubli des personnalités qu'il aurait été difficile, sans eux, d'exhumer de la fosse commune où se confondent tous ceux que la Renommée a dédaignés ».

Bien que l'expression « petit romantique » puisse désigner des artistes isolés, tel Xavier Forneret, resté dans l'ombre en partie pour n'avoir pas bénéficié du soutien de ses pairs, ceux-ci se regroupaient parfois en cénacle, inspiré de ceux d'auteurs tel que Victor Hugo. Quelques décennies plus tard, Théophile Gautier relate dans l'Histoire du Romantisme sa rencontre avec ce dernier, qui mena à la création du Petit-Cénacle, qui se regroupait dans l'atelier de Jehan Du Seigneur : 

« La réunion se composait habituellement de Gérard de Nerval, de Jehan du Seigneur, d'Augustus MacKeat, de Philothée O'Neddy (chacun arrangeait un peu son nom pour lui donner plus de tournure), de Napoléon Tom, de Joseph Bouchardy, de Célestin Nanteuil, un peu plus tard, de Théophile Gautier, de quelques autres encore, et enfin de Petrus Borel lui-même. Ces jeunes gens, unis par la plus tendre amitié, étaient les uns peintres, les autres statuaires, celui-ci graveur, celui-là architecte ou du moins élève en architecture. »

### Un concept contesté
Jean-Luc Steinmetz revient près de quinze ans plus tard sur son ouvrage écrit en 1991, La France frénétique de 1830, où se trouvent « regroupés pour la dernière fois (car je ne vois guère semblable entreprise aujourd'hui, excepté pour répondre à un devoir de mémoire qui confine à la taxidermie) Nodier, Rabbe, O'Neddy, Borel, Esquiros, Lacenaire, Aloysius Block, Lefèvre-Deumier, Forneret » : 

« Aux alentours de Mai 68, je n’aurais sans doute pas pris la responsabilité de composer l’anthologie de La France frénétique de 1830 si la révolution étudiante, la manifestation de l’esprit que saluait Maurice Clavel n’avaient provoqué en moi une certaine reconnaissance, au double sens de ce terme. Ceux que je rassemblais, bon gré, mal gré, ces intouchables, avaient droit de nouveau à la parole, remontaient des profondeurs. [...] J’inscrivis alors de trop grands mots, en tant que remède ou viatique : « Ces romantiques mineurs parlent pour les hommes du dernier temps ». »

Le critique juge a posteriori cette « expression décidément trop étroite pour contenir tant de personnalités disparates, qu’aucune minoration ne parvient à réduire à merci ».
Marie-Ève Thérenthy juge pour sa part que « l'histoire littéraire, après avoir oublié cette génération, l'a relativement récemment exhumée en la qualifiant avec des appellations plurielles et problématiques (Jeunes-France, Bousingots, petit Cénacle, bohème du Doyenné…) qui permettent finalement de ne désigner qu’un nombre relativement restreint d’individus généralement identifiés grâce à l'Histoire du romantisme de Théophile Gautier et à quelques autres textes fondateurs ».

## Personnalités

### En France

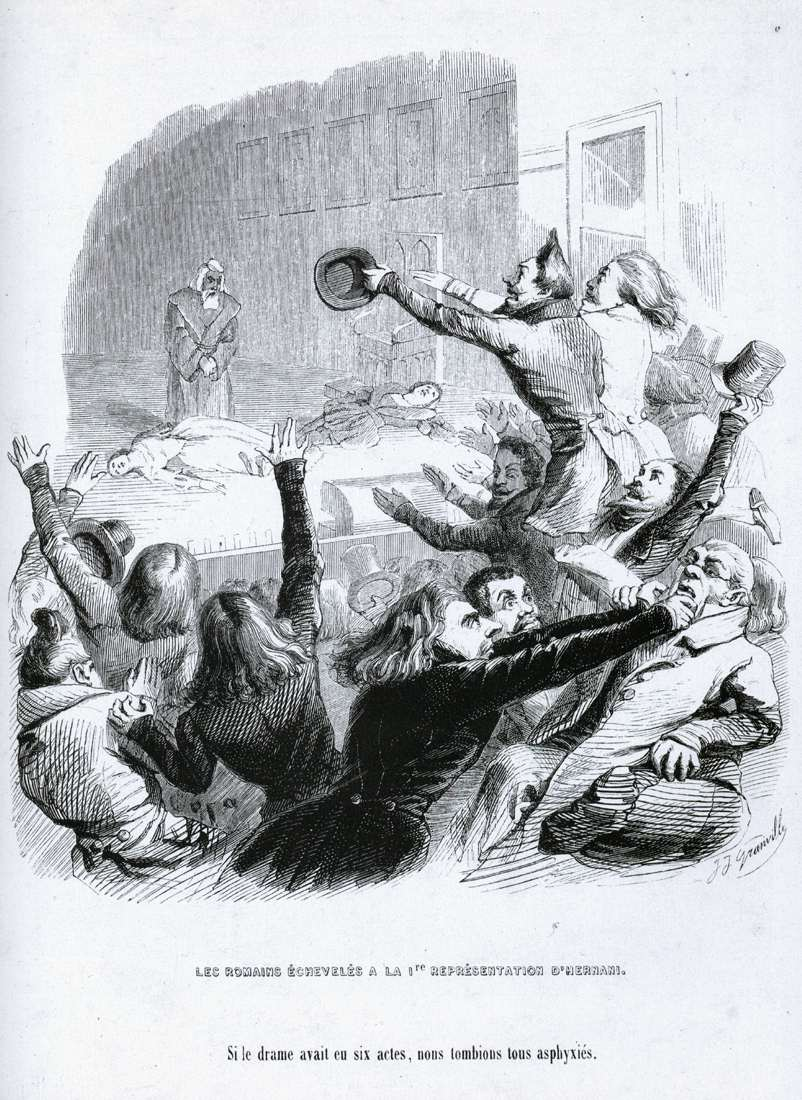
« Les Romains échevelés à la première représentation dHernani », gravure de Grandville (1836)

Les principaux représentants des « petits romantiques français » sont :
- Senancour (1770-1846)
- Charles Nodier (1780-1844)
- Alphonse Rabbe (1784-1829)
- Jules Lefèvre-Deumier (1797-1857)
- Lacenaire (1803-1836)
- Charles Lassailly (1806-1843)
- Aloysius Bertrand (1807-1841)
- Gérard de Nerval (1808-1855)
- Pétrus Borel (1809-1859)
- Xavier Forneret (1809-1884)
- Théophile Gautier (1811-1872)
- Philothée O'Neddy (1811-1875)
- Alphonse Esquiros (1812-1876)

### En Angleterre
Parmi les artistes romantiques anglais, il convient de citer :
- William Blake (1757-1827)
- Matthew Gregory Lewis (1775-1818)
- Charles Robert Maturin (1782-1824)
- Thomas de Quincey (1785-1859)

### En Allemagne
Parmi les auteurs romantiques allemands, longtemps négligés ou méconnus, il convient de nommer :
- Heinrich von Kleist (1777-1811)
- Christian Dietrich Grabbe (1801-1836)
- Georg Büchner (1813-1837)

## Postérité

### Reconnaissance auXXesiècle

#### Hommages des surréalistes
André Breton accorde une place importante aux « petits romantiques » dans son Anthologie de l'humour noir (1939) où il reconnaît « avoir apporté dans ce choix une grande partialité, tant il est vrai qu'une telle disposition nous paraît seule de mise à pareil sujet » : Lacenaire, Pétrus Borel et Xavier Forneret, parmi les auteurs français, mais aussi Thomas de Quincey et Christian Dietrich Grabbe.

### Ouvrages généraux
- Louis Aragon, Traité du style, Paris, Gallimard, 1928, réed.1980, 236 p. (ISBN 978-2-07-020989-7)
- André Breton, Anthologie de l'humour noir, Paris, Jean-Jacques Pauvert, 1979 (1re éd. 1939), 416 p. (ISBN 978-2-7202-0184-4)
- Antoine Adam, Arthur Rimbaud, Œuvres Complètes, Paris, Gallimard, coll. « La Pléiade », 1972, 1430 p. (ISBN 2-07-010476-1)
- Théophile Gautier, Histoire du Romantisme, Paris, Charpentier, 1874, 410 p. (lire en ligne)
- Jean-Luc Steinmetz, La France frénétique de 1830 : choix de textes, Paris, Phébus, 1991, 560 p. (ISBN 978-2-85940-015-6)
- Jean-Luc Steinmetz, Lautréamont, Œuvres Complètes, Paris, Gallimard, coll. « La Pléiade », 2009, 796 p. (ISBN 978-2-07-011914-1)

### Monographies
- Eldon Kaye, Charles Lassailly, Genève, Droz, coll. « Histoire des idées et critique littéraire », 1962, 145 p. (ISBN 978-2-600-02789-2, lire en ligne)
- Eldon Kaye, Xavier Forneret dit « l'Homme noir », Genève, Droz, coll. « Histoire des idées et critique littéraire », 1971, 306 p. (ISBN 978-2-600-03512-5, lire en ligne)
- Tristan Maya, X. F. humoriste noir blanc de visage, Saint-Seine-L’Abbaye, Éditions de Saint-Seine-l’Abbaye, Jean-Paul Michaut, 1984, 200 p. (ISBN 2-86701-045-4)

### Études
- Eugène Asse, Les petits romantiques, Paris, Techener, 1896, 354 p. (lire en ligne)
- Francis Dumont, Les Petits romantiques français, Paris, Les Cahiers du Sud, 1949, 300 p.
- Willy-Paul Romain, Xavier Forneret, visionnaire incertain, avant-propos pour les Œuvres, Paris, Arcanes, coll. « Humour noir », 1952, p. 4-15
- Max Milner, « Romantisme et Surréalisme : À la redécouverte des petits romantiques », Cahiers du XXe siècle, t. IV,‎ 1975, p. 33-47
- Jean-Luc Steinmetz, L'écriture homicide, avant-propos pour Champavert de Pétrus Borel, Paris, Le Chemin vert, 1984, 274 p. (ISBN 2-903533-14-8), p. 7-25
- Anthony Zielonka, « Les préfaces, prologues et manifestes des « Petits Romantiques» », Romantisme, Armand Colin, vol. 18, no 59 « Marginalités »,‎ 1988, p. 71-81 (ISSN 0048-8593, lire en ligne)
- Max Milner, « Les Cahiers du Sud ont-ils inventé les « petits romantiques » ? », Romantisme, Armand Colin, vol. 18, no 59 « Marginalités »,‎ 1988, p. 83-90 (ISSN 0048-8593, lire en ligne)
- Jean-Luc Steinmetz, « Paul Bénichou et la lecture des petits romantiques », Cahiers de l'Association internationale des études francaises, vol. 56, no 56,‎ 2004, p. 277-289 (lire en ligne)
- Jean-Luc Steinmetz, « Pour en finir avec les petits romantiques », Revue d'histoire littéraire de la France, vol. 105,‎ avril 2005, p. 891-912 (ISSN 0035-2411, lire en ligne)
- Jean-Pierre Saïdah (sous la direction de Dominique Rabaté), « Valeur et marginalité : l'exemple des Petits Romantiques », Modernités, Presses universitaires de Bordeaux, no 25 « L'art et la question de la valeur »,‎ 2007, p. 63-87 (ISBN 978-2-86781-451-8, lire en ligne)
- Marie-Ève Thérenthy, « « Une invasion de jeunes gens sans passé » : au croisement du paradigme éditorial et de la posture générationnelle », Romantisme, Armand Colin, no 145 « Génération Musset »,‎ 2010, p. 41-54 (ISSN 0048-8593, lire en ligne)
- François Dominique, Forneret l'intempestif — avant-propos pour les Écrits complets, tome I, Dijon, Les Presses du Réel, 2013, 947 p. (ISBN 978-2-84066-487-1, lire en ligne), p. 7-11